# Швейцария на «Евровидении-2014»
Швейцария принимает участие в конкурсе песни «Евровидение 2014» в Копенгагене, Дания. Представитель был выбран путём национального отбора, состоящего из полуфинала и финала конкурса «Die Grosse Entscheidungsshow», организованным швейцарским национальным вещателем «SRG SSR».

## Die Grosse Entscheidungsshow
Die Grosse Entscheidungsshow стал 4-м конкурсом швейцарского национального финала, который выбрал представителя от Швейцарии на «Евровидение 2014». Национальный финал является результатом сотрудничества между четырёх вещателей Швейцарии: швейцарско-немецкой телекомпании «Schweizer Radio und Fernsehen» (SRF), швейцарско-французского вещателя Radio Télévision Suisse (RTS), швейцарско-итальянского телеканала Radiotelevisione Svizzera (RSI) и швейцарский-ретороманской телекомпании Radiotelevisiun Svizra Rumantscha (RTR).

### Процесс отбора
17 июля 2013 года, SRG и SSR подтвердил участие Швейцарии на Евровидение 2014 года и опубликовал правила проведения национального отбора, в котором подробно были выявлены несколько изменений которые будут изменять процедуру отбора в отличие от предыдущих лет. Выбор был разделен на три этапа, где были отобраны финалисты для шоу и в конечном и итоге победитель. Первый этап конкурса включал выбор швейцарских вещателей SRF/RTR и RTS/RSI где каждый из них провёл различные выборы, чтобы определить кандидатов которые будут представлять во втором этапе конкурса. SRF/RTR представила девять кандидатов, RTS представила шесть кандидатов и RSI представела три кандидатуры. Вторым этапом стало «Экспертная проверка» где из отобранных кандидатов, были выбраны восемнадцать песен для выступления, которые были выбраны телекомпаниями. Панель жюри отобрало трёх кандидатов и песен на выход из выбора SRF/RTR, два от выбора RTS и один из выбора RSI. Шесть исполнителей и песен приступили к третьей стадии в национальном финале, где был выбран исполнитель и песня, чтобы представлять Швейцарию в Копенгагене.

## На Евровидении
Sebalter на конкурсе выступил во второй половине второго полуфинала, который прошёл 8 мая 2014 года в Копенгагене и занял 4 место, проходя в финал, который состоялся 10 мая 2014 года в Копенгагене. В финале Sebalter занял 13 место с 64 баллами.